# Bartolomé Carranza
Bartolomé de Carranza y Miranda, O.P. (Miranda de Arga, Navarra, 1503 – Roma, 2 de maio de 1576) às vezes chamado de Bartolomé de Carranza ou de Miranda ou de Carranza y Miranda foi um religioso dominicano, teólogo e arcebispo espanhol.

## Biografia
Carranza estudou Latinidades e Súmulas na Universidade de Alcalá, onde seu tio era professor. Aos dezesseis anos, entrou no convento dominicano de Benalaque, perto de Guadalajara. Em 1525 foi escolhido para continuar os estudos no Colegio San Gregorio de Valladolid, onde fez amizade com o Irmão Luis de Granada. Estudou Teologia com Mestre Astudillo, a quem sucedeu como Regente de Teologia. Em 1539, a Ordem concedeu-lhe o título de mestre, em Roma, quando participou do Capítulo Geral. Depois, voltou para San Gregorio. Foi qualificador do Santo Ofício, pregador e diretor de consciências e demonstrou caridade durante a fome em Castela em 1540. Foi enviado pelo Sacro Imperador Romano Carlos V como teólogo imperial para o Concílio de Trento, onde teve um papel ativo nas duas primeiras fases do concílio (1545-1547, 1551-1555).
Em 1546, Carranza publicou sua Summa conciliorum e seu Quattuor controversiae. A última obra, um estudo importante da autoridade da tradição da igreja católica romana, da Escritura, do papa e dos concílios, antecipou o trabalho do teólogo dominicano Melchor Cano, que acusou Carranza de opiniões luteranas. Em 1548 foi prior de Palência, depois provincial de Castela (1550) e novamente professor em San Gregorio. Durante esses anos rejeitou duas mitras e foi confessor do Príncipe Dom Felipe. Acompanhou Filipe II da Espanha como seu conselheiro no casamento do rei com a rainha Maria I da Inglaterra. Teve um papel importante no regresso da Inglaterra à obediência romana, junto com o legado papal, Cardeal Pole, intervindo em múltiplas questões. Foi para a Flandres, chamado pelo monarca, foi pregador da Corte e descobriu a rede de infiltração protestante na Espanha.
Foi nomeado arcebispo de Toledo e primaz da Espanha por Felipe II em 10 de dezembro de 1557. Recebeu a ordenação episcopal em 27 de fevereiro de 1558, no Convento de Santa Dominique em Bruxelas, através de Dom Antoine Perrenot de Granvella, então bispo de Arras. Os principais co-consagradores foram Dom Martín Cuyper, O. Carm., Bispo Auxiliar de Cambrai, e Dom Guillaume Hauwere, Bispo Auxiliar de Tournai.
Ao retornar a Espanha, participou no Conselho de Estado em Valladolid. Portador de uma mensagem secreta de Filipe II a Carlos V, dirigiu-se a Yuste, onde pôde confortar o Imperador no último dia de vida e após celebrar três dias de funeral, dirigiu-se a Toledo. Fez sua entrada solene em 13 de outubro de 1558 e dedicou-se a uma tarefa episcopal exemplar. Saiu da cidade em 25 de abril de 1559 para iniciar a visita da vasta arquidiocese, passou por Alcalá, da qual era senhor, e quando visitou Torrelaguna foi preso pela Inquisição.
A publicação em 1558 do seu Comentarios sobre el catechismo christiano, que fora encomendado pelo sínodo inglês, trouxeram novas acusações de luteranismo. Dom Carranza foi preso em 22 de agosto de 1559 e acusado de incitar a leitura da Bíblia por leigos e defender a escrita de teologia no vernáculo. Depois foi transferido para Valladolid. Foi um processo longo, complexo e notório. Embora o Concílio de Trento em 1563 tenha declarado seu trabalho sólido, e inúmeras personalidade tenham impedido que seus inimigos e procuradores conseguissem que o juiz emitisse um veredicto de culpa, Filipe II e a Inquisição não cederam, provavelmente por razões políticas. O Papa Pio V chamou Carranza para Roma em 1567, mas ele não foi absolvido até 1576, quando foi enviado ao priorado dominicano de Minerva, onde morreu dias depois e foi sepultado.
Em 1993, seus restos mortais foram exumados e trasladados para a catedral de Toledo.